# Ochthebius verrucosus
Ochthebius verrucosus är en skalbaggsart som beskrevs av Pu 1942. Ochthebius verrucosus ingår i släktet Ochthebius och familjen vattenbrynsbaggar. Inga underarter finns listade i Catalogue of Life.